# Cercidium macrum
Cercidium macrum är en ärtväxtart som beskrevs av Ivan Murray Johnston. Cercidium macrum ingår i släktet Cercidium och familjen ärtväxter. Inga underarter finns listade i Catalogue of Life.